# Камуньяс, Хавьер
Хавьер Камуньяс Гальего (исп. Javier Camuñas Gallego; 17 июля 1980, Мадрид, Испания) — испанский футболист, полузащитник.

## Карьера
Начал свою карьеру в клубе «Атлетико Пинто» из пригородов Мадрида. В следующем году перешёл в другую столичную команду, «Райо Вальекано», но первоначально выступал лишь за резервную команду. В сезоне 2001/02 Камуньяс выступал за «Хетафе» на правах аренды. Следующий сезон игрок провёл в основе «Райо», но команда вылетела из Примеры. Далее игрок провёл несколько сезонов в Сегунде, выступая за «Сьюдад де Мурсию» и «Херес». Летом 2007 года перешёл в выступающий в Примере «Рекреативо», где за два сезона хорошо зарекомендовал себя, и, после вылета, андалусийского клуба, подписал контракт с «Осасуной». В сезоне 2009/10 Камуньяс не был основным игроком клуба, но в следующем сезоне игрок часто выходил в стартовом составе и забил несколько важных голов. 19 июля 2011 подписал трёхлетний контракт с «Вильярреалом».